# آية كانو
آية كانو (باليابانية: 菅野文؛ بالكانا: かんの あや) هي مانغاكا يابانية، ولدت في 30 يناير 1980 في طوكيو في اليابان.

## روابط خارجية
- آية كانو على موقع ANN person (الإنجليزية)